# Barron Hilton
William Barron Hilton I (Dallas, 23 ottobre 1927 – Los Angeles, 19 settembre 2019) è stato un imprenditore statunitense, co-presidente della catena alberghiera Hilton e proprietario della squadra di football dei Los Angeles Chargers.
È il nonno paterno di Paris e Nicky Hilton. Anche un fratello minore delle sorelle Hilton si chiama Barron Hilton.

## Biografia
Barron Hilton nasce a Dallas, in Texas, secondogenito di Conrad Nicholson Hilton, fondatore dell'omonima catena alberghiera, e di Mary Adelaide Barron. I suoi fratelli sono Eric Hilton e il minore Conrad Nicholson Hilton Jr., detto "Nicky", che fu il primo marito dell'attrice cinematografica Elizabeth Taylor (1950). Ha anche una sorellastra più giovane, Francesca Hilton (nata nel 1947), figlia di Zsa Zsa Gábor, sposata dal padre in seconde nozze.
Si occupa per diversi anni di organizzare e mandare avanti gli affari a Los Angeles, e diventa membro dell'associazione dei direttori della Statler Hotels Delaware Corporation e della Conrad N. Hilton Foundation.
Nel 1954 viene eletto vicepresidente della Hilton Hotels Corporation, di cui è presidente suo padre. L'annuncio viene dato il 16 novembre 1954 da Robert P. Williford, vicepresidente esecutivo. Diventa anche presidente della Carte Blanche, una costola del gruppo carte di credito Diners; proprietario di una compagnia di succo d'arancia da 6 milioni di dollari; capo di un'azienda di noleggio jet; e investitore di una compagnia di trivellazioni petrolifere in Texas.
Nel 1960 Barron fonda la squadra dei Los Angeles Chargers nella nuova American Football League. In seguito trasferisce la squadra a San Diego per il campionato del 1961. La squadra gioca nei primi due campionati dell'American Football League, perdendoli entrambi con gli Houston Oilers.
Barron Hilton assume la presidenza della catena di hotel di famiglia nel 1966. Quattro anni dopo, nel 1970, convince il consiglio di amministrazione ad espandersi a Las Vegas acquistando l'International e il Flaming dal finanziere Kirk Kerhorian. La catena Hilton Hotels diventa così la prima società quotata alla Borsa di New York ad entrare nel mondo del gioco d'azzardo. I due alberghi di Las Vegas, ribattezzati Las Vegas Hilton e Flaming Hilton, rappresentano una nuova fonte di reddito derivante dal gioco d'azzardo in uno Stato in cui il gioco è legale dal 1931. Barron intuisce anche che Las Vegas sarebbe diventata una delle principali destinazioni congressuali e spinge per incrementare quell'importante segmento di mercato. Uno dei principali cantanti che si esibiscono nei due alberghi è Elvis Presley (per due mesi all'anno esegue due spettacoli a notte, sette sere a settimana) fino a poco prima della sua morte nel 1977. L'espansione della catena alberghiera nel Nevada ha avuto subito un impatto sui conti economici: nel 1972 i due alberghi hanno contribuito per il 45% al reddito dell'azienda (prima degli interessi, della svalutazione degli investimenti e delle vendite di immobili), quasi eguagliando il reddito degli altri 160 hotel Hilton all'epoca esistenti negli Stati Uniti.
Suo padre Conrad muore, nel 1979, devolvendo la maggior parte del suo patrimonio alla chiesa cattolica e in opere di carità e lasciando quasi niente in eredità ai figli. Barron contesta il testamento portando in aula come testimonianza la sua lunga carriera nell'azienda paterna, e vince la causa nel 1988. La sua sorellastra, Francesca, non riceve nulla.
Nella lista Forbes 400, che elenca i 400 americani più ricchi, il valore di Barron Hilton nel 2007 è stimato pari a 2,3 miliardi di dollari. Quell'anno la catena alberghiera (2.800 hotel tra cui il Waldorf Astoria di New York, il Mayflower di Washington, il Sir Francis Drake di San Francisco) viene venduta per 26 miliardi di dollari al gruppo finanziario Blackstone.
Il 25 dicembre 2007, Hilton annuncia che devolverà circa il 97% della sua fortuna ad un'organizzazione caritatevole, destinata a fondersi con la Conrad N. Hilton Foundation. Jerry Oppenheimer, che ha steso una biografia della famiglia Hilton nel suo House of Hilton (2006), afferma che Barron sarebbe stato imbarazzato dal comportamento di sua nipote Paris Hilton che avrebbe infangato il nome della famiglia. Non c'è stata risposta da parte di lei.
Barron possedeva una casa su Mandeville Island, sul delta del fiume Sacramento-San Joaquin. Ogni anno organizzava un grande spettacolo pirotecnico che attraeva centinaia di spettatori in barca.
È morto a Los Angeles all'età di 91 anni.

## Vita privata
Si è sposato il 20 giugno 1947, nella chiesa di St. Vincent de Paul a Chicago, con Marilyn June Hawley (Los Angeles, 11 febbraio 1928 – Los Angeles, 11 marzo 2004), figlia di George Hawley e di sua moglie Danielle. Hanno avuto otto figli: William Barron Jr. (nato nel 1948); Hawley Anne (1949); Stephen Michael (1950); David Alan (1952); Sharon Constance (1953); Richard Howard (1955); Daniel Kevin (1962); Ronald Jeffrey (1963).

## Riconoscimenti
Nel 1986, Barron ha ricevuto una laurea honoris causa dall'Università di Houston.